# Drapetis monochaeta
Drapetis monochaeta är en tvåvingeart som beskrevs av Mario Bezzi 1909. Drapetis monochaeta ingår i släktet Drapetis och familjen puckeldansflugor. Inga underarter finns listade i Catalogue of Life.